# 中国共产主义青年团中央团校
中国共产主义青年团中央团校（英語：Central School of Communist Youth League of China，简称中央团校），与中国青年政治学院（英語：China Youth University of Political Studies，简称中青政或中青院，缩写CYU）一个机构两块牌子，为共青团的干部培训基地及工作高端智库。
1948年9月，中央团校在河北省平山县建立。1985年，在中国共产主义青年团中央团校的基础上筹建中国青年政治学院，作为教育部与共青团中央共建高校。
中国青年政治学院位于北京市海淀区西三环北路25号，毗邻总政歌舞团。附近有中国人民大学、首都师范大学、北京外国语大学、中央民族大学、北京理工大学等高校。学校占地面积为113,220平方米，面积狭小，曾經與外交学院、国际关系学院以及中华女子学院合称「京城四小」。

## 历史
中国青年政治学院前身为1948年建于河北的共青团中央团校。

### 中青政本科教育时期
1985年在中央团校的基础上开始发展为高等教育院校，1985年9月19日取得国家教委批准正式建立，1985年12月30日举行成立大会，1986年面向应届高中毕业生招收首届本科生，1990年获得学士学位授予权并开始招收第二学士学位生，1997年通过了教育部本科教学工作合格评价，2003年获得硕士学位授予权，2006年接受教育部本科教学工作水平评估得到“优秀”评价。2012年，共青团中央和教育部签署共建中国青年政治学院协议。2013年6月28日，共青团中央与中国国家图书馆在中国青年政治学院签署合作协议，国家图书馆团中央分馆同时揭牌。这一时期，该校为中央部门（单位）直属高等学校，但不属于教育部划定的211工程或985工程院校。该校已入选卓越人才计划和团部共建计划，在高考报考中的招生批次通常属于特殊的提前批。

### 回归团校干部教育时期
2017年在群团组织改革的推动下，中国青年政治学院停止本科招生，回歸中国共产主义青年团教育體系，並經中华人民共和国教育部批准由中国社会科学院研究生院合并该校作为本科部的基础成立中国社会科学院大学，2017年8月25日，中国社会科学院大学西三环北路（中国青年政治学院）学区正式挂牌，中青院本科教育部分成為中國社會科學院大學的校區，並不再以中青院的名義招生。2018年4月19日，中共中央办公厅、国务院办公厅印发《中央团校改革方案》，回歸中央團校干部教育，学历教育部分與中國社會科學院大學合併，中央團校保留中国青年政治学院牌子，中央团校办学经费纳入中央财政年度预算。

## 学术
截至2013年8月，该校曾设有思想政治教育、法学、社会工作、劳动与社会保障、社会学、经济学、国际经济与贸易、财务管理、新闻学、广播电视新闻学、政治学与行政学、汉语言文学、英语共13个学士学位专业；设有马克思主义哲学、马克思主义基本原理、外国哲学、思想政治教育、刑法学、经济法学、民商法学、诉讼法学、国际法学、社会学、新闻学、传播学、世界经济、金融学、数量经济学、应用经济学共16个硕士学位专业，另设有法律硕士专业学位。每年本科毕业生总数约1000人。現已併入中國社會科學院大學。
该校办有《中国青年政治学院学报》，是中文社会科学引文索引来源期刊，2006年和2010年入选“全国三十佳社科学报”，其“青少年研究”栏目于2005年入选教育部高校哲学社会科学学报名栏建设工程。
该校社会工作学院的社会工作专业及青少年工作系的思想政治教育专业一直是该校的特色专业，在全国同类专业中具有较强的竞争力。值得一提的是，中青院是大陆地区最早开设社工专业的高校。进入21世纪以来，展江担任中青院新闻系系主任后，该系教学实力有较大提升，在业内和全国同类院系中获得了广泛的声誉。新闻系也一度与青少系、社工学院并列为中青院王牌院系。但随着展江教授2009年因故辞职离任，新闻系管理不善，教学实力出现下滑。与此同时，该校法律系在常务副校长王新清（原中国人民大学副校长、法学院院长）的大力支持下，自2007年起积极引进师资和外校教学资源，教学科研能力逐年提高，目前在刑法专业方向上已进入全国前列。故目前中青院以社工、法律两院系教学能力最强。青少年工作系是中国青年政治学院的特种专业，该系虽具有特别的历史渊源，但由于学科发展还不成熟，教学能力一般。

## 历任领导
历任团中央领导冯文彬、胡耀邦、韩英、王兆国、胡锦涛、宋德福、李克强、周强、胡春华、陆昊、秦宜智、贺军科按惯例都曾兼任学校校（院）长。学校校名为胡耀邦亲笔题写。学校日常工作由校党委书记（第一副校长）主持。
中国新民主主义青年团中央团校校长
- 冯文彬（1949年4月－1953年7月）
- 胡耀邦（1953年7月－1957年5月）

中国共产主义青年团中央团校校长
- 胡耀邦（1957年5月－1966年）
- 韩英（1978年10月－1982年11月）
- 王兆国（1982年11月－1984年12月）
- 胡锦涛（1984年12月－1985年9月19日）

| 中国青年政治学院（中国共产主义青年团中央团校）院（校）长 - 胡锦涛（1985年9月19日－1985年11月） - 宋德福（1985年11月－1993年5月） - 李克强（1993年5月－1998年6月） - 周强（1998年6月－2006年11月） - 胡春华（2006年11月－2008年5月） - 陆昊（2008年5月－2013年5月） - 秦宜智（2013年5月－2017年9月） | 中国青年政治学院（中国共产主义青年团中央团校）党委书记 - 赵喜明（1985年5月－1990年8月） - 张修学（1990年8月－1995年5月） - 褚平（1995年5月－2004年1月） - 陆士桢（2004年12月－2007年5月） - 倪邦文（2007年5月－2018年4月19日） |

| 中国共产主义青年团中央团校（中国青年政治学院）校（院）长 - 贺军科（2020年－2023年7月） - 阿东（2023年7月至今） | 中国共产主义青年团中央团校（中国青年政治学院）党委书记 - 倪邦文（2018年4月19日－2023年7月） - 张传慧（2023年7月至今） |